# Kilis (circonscription électorale)
La circonscription électorale de Kilis correspond à la province du même nom et envoie 2 députés à la Grande assemblée nationale de Turquie.

## Composition
La circonscription de Kilis est divisée en 4 districts (ilçe). Chaque district est composé d'un chef-lieu et de municipalités (communes et villages).

### Élections législatives de 2018
| Partis                   | Partis                                        | Voix   | %     | Sièges | +/-           | Élus                                    |
| ------------------------ | --------------------------------------------- | ------ | ----- | ------ | ------------- | --------------------------------------- |
|                          | Parti de la justice et du développement (AKP) | 38 481 | 50,83 | 2      |               | Mustafa Hilmi Dülger et Ahmet Salih Dal |
|                          | Parti d'action nationaliste (MHP)             | 15 045 | 19,88 | 0      | en stagnation |                                         |
|                          | Parti républicain du peuple (CHP)             | 11 051 | 14,60 | 0      | en stagnation |                                         |
|                          | Le Bon Parti (İYİ)                            | 7 690  | 10,16 | 0      | Nv.           |                                         |
|                          | Parti démocratique des peuples (HDP)          | 1 741  | 2,30  | 0      | en stagnation |                                         |
|                          | Parti de la félicité (SP)                     | 1 019  | 1,35  | 0      | en stagnation |                                         |
|                          | Parti de la cause libre (HÜDA PAR)            | 180    | 0,24  | 0      | en stagnation |                                         |
|                          | Parti patriote (VATAN)                        | 131    | 0,17  | 0      | en stagnation |                                         |
|                          |                                               |        |       |        |               |                                         |
| Total                    | Total                                         | 75 698 | 100   | 2      | en stagnation | -                                       |
| Inscrits / participation | Inscrits / participation                      | 86 080 | 87,28 |        |               |                                         |

### Élections législatives de 2023
| Partis                   | Partis                                        | Voix   | %     | Sièges | +/-           | Élus            |
| ------------------------ | --------------------------------------------- | ------ | ----- | ------ | ------------- | --------------- |
|                          | Parti de la justice et du développement (AKP) | 34 480 | 39,65 | 1      | 1             | Ahmet Salih Dal |
|                          | Parti d'action nationaliste (MHP)             | 23 253 | 26,74 | 1      | 1             | Mustafa Demir   |
|                          | Parti républicain du peuple (CHP)             | 17 552 | 20,18 | 0      | en stagnation |                 |
|                          | Le Bon Parti (İYİ)                            | 4 995  | 5,74  | 0      | en stagnation |                 |
|                          | Nouveau parti de la prospérité (YRP)          | 2 031  | 2,34  | 0      | Nv.           |                 |
|                          | Parti de la victoire (ZP)                     | 1 632  | 1,88  | 0      | Nv.           |                 |
|                          | Parti de la gauche verte (YSP)                | 1 011  | 1,16  | 0      | en stagnation |                 |
|                          | Parti de la patrie (M)                        | 606    | 0,70  | 0      | Nv.           |                 |
|                          | Parti de la grande unité (BBP)                | 381    | 0,44  | 0      | en stagnation |                 |
|                          | Parti de la justice (AP)                      | 145    | 0,17  | 0      | Nv.           |                 |
|                          | Parti jeune (GP)                              | 136    | 0,16  | 0      | en stagnation |                 |
|                          | Parti de la mère patrie (ANAP)                | 125    | 0,14  | 0      | en stagnation |                 |
|                          | Parti de la justice et de l'unité (AB)        | 98     | 0,11  | 0      | Nv.           |                 |
|                          | Parti communiste de Turquie (TKP)             | 89     | 0,10  | 0      | en stagnation |                 |
|                          | Parti des travailleurs de Turquie (TIP)       | 84     | 0,10  | 0      | en stagnation |                 |
|                          | Parti de la nation (MP)                       | 80     | 0,09  | 0      | en stagnation |                 |
|                          | Parti de l'union du pouvoir (GBP)             | 57     | 0,07  | 0      | Nv.           |                 |
|                          | Parti des droits et libertés (HAK)            | 48     | 0,06  | 0      | en stagnation |                 |
|                          | Parti de libération du peuple (HKP)           | 46     | 0,05  | 0      | en stagnation |                 |
|                          | Parti patriote (VATAN)                        | 43     | 0,05  | 0      | en stagnation |                 |
|                          | Parti de gauche (SOL)                         | 38     | 0,04  | 0      | en stagnation |                 |
|                          | Parti de l'innovation (YP)                    | 21     | 0,02  | 0      | Nv.           |                 |
|                          | Mouvement communiste (TKH)                    | 19     | 0,02  | 0      | Nv.           |                 |
|                          |                                               |        |       |        |               |                 |
| Total                    | Total                                         | 86 970 | 100   | 2      | en stagnation | -               |
| Inscrits / participation | Inscrits / participation                      | 97 198 | 88,83 |        |               |                 |